# Nikoulabasis heteroneura
Nikoulabasis heteroneura – gatunek ważki z rodziny łątkowatych (Coenagrionidae). Endemit Fidżi; stwierdzony na wyspach Viti Levu, Ovalau i Wakaya. Pospolity, lokalnie bardzo liczny.
Gatunek ten opisał w 1924 roku Robert John Tillyard na łamach czasopisma „Transactions of the Entomological Society of London”, w oparciu o dwa okazy (samca i samicę) odłowione w sierpniu 1919 roku nad rzeką Waidoi na wyspie Viti Levu.